# خبن (عروض)
الخبْن في الشعر حذف الحرف الثاني من غير أن يسكن له شيء إذا كان مما يجوز فيه الزحاف، كحذف السين من مستفعلن، والفاء من مفعولات، والألف من فاعلاتن، وكله من الخبن الذي هو التقليص.